# 제164전구비행장작전단
제164전구비행장작전단(164th Theater Airfield Operations Group (164th TAOG)), 옛 제164항공단(164th Aviation Group)은 베트남 전쟁에 참전하고 주한 미군의 일원으로서 한반도에 주둔했었던 미국 육군 항공분과의 집단(Group)이다. 표어는 "Here Am I. Send Me!→여기에 나를 보낸다"
고유 부대 휘장은 1968년 8월 16일에 승인되었다.

## 역사
1966년 대한민국에서 제284항공중대가 창설되었다. 5년 뒤, 1971년 제1(I)군단과 제2, 7보병사단의 항공관제 요원들이 제284항공중대로 전출되고, KATUSA과 한국 근무단 인원이 추가로 배치되면서 38명에서 191명까지 불어났다.
베트남 공화국에서 1967년 12월 20일에 제164항공단, 본부 및 본부중대가 창설되었다. 제1항공여단에 예속되어 베트남 전쟁에 참가하였다.
제164항공단이 캘리포니아주 오클랜드의 육군 터미널에서 1973년 3월 14일에 해산하였다. 같은 해, 7월 1일에 모든 항공관제부대가 미국 육군 통신사령부로 이전되었다. 그에 따라 284항공중대는 제1통신여단에 편성되었고, 이듬해 중대는 231명으로 더욱 커졌다.
1977년 2월 1일, 제284항공중대는 서수없는 주한 미국 육군 항공관제대대(U.S. Army Air Control Battalion, Korea (provisional))로 증편된 임시부대가 되고, 이듬해 1978년 10월 1일 정식부대가 되어, 본부 및 본부파견대에 2개 제191, 244항공관제중대 (전방))를 편성한 제125항공관제대대 (군단)(125th Air Traffic Control Battalion (Corps))가 되었다.
1986년 10월 16일, 제17항공여단 예하부대로 지정되었다.
1987년 7월 16일 미국 육군의 연대화 계획에 따라 제125항공관제대대가 제58항공연대, 4대대가 되었다.
1995년 10월 16일에 제58항공연대, 4대대가 해산되고 제164항공단, 본부파견대로 재편성되어 재소집되었다. 제164항공단은 다시 제164항공관제근무단으로 재편성되었다.
2005년 6월 15일에 제17항공여단과 제6기병여단, 제2보병사단 항공여단이 통합되어 제2전투항공여단로 재조직화되었고, 제164항공관제근무단은 새로 조직된 제2전투항공여단에 편성되었다.
2007년 5월 2일에 미국 육군 전력사령부(FORSCOM)의 예하로 편성되어 제164전구비행장작전단로 재편성되어 앨라배마주의 포트 러커로 옮겨갔다. 이에 따라 한반도에서의 미국 육군 비행장의 항공관제를 위해 제58항공연대, 4대대가 재소집되었다. 얼마 지나지 않은 6월 7일부터 쿠웨이트를 지원하기 위해 예하부대가 이라크 자유 작전에 참가하였다.
2010년 4월부터 아프가니스탄 전쟁에도 참전하기 시작하였다.

## 산하 부대

### 현재
- 제58항공연대
  - 제1대대 - 앨라배마주 포트 루커, 케언스 육군 비행장; 2007년 10월 16일[3]
  - 제2대대 (예비군) (제휴)
  - 제3대대 - 독일 바이예른, 스톡 막사
  - 제4대대 - 대한민국 평택시, 캠프 험프리스
- 제130항공연대, 2대대 (노스캐롤라이나 육군 국가위병) (제휴) - 포트 리버티, 시몬스 육군 비행장
- 제597병기중대 (행정관리)

### 이전

#### 베트남 전쟁
- 제1기병연대, 7전대
- 제13항공대대
- 제214항공대대
- 제307항공대대

#### 주한 미군
- 본부 및 분부분견대
- 제125항공관제대대
  - 제191항공관제중대
  - 제244항공관제중대

## 기록

### 소속
1. 제8군; 1966년
2. 제1항공여단; 1967년
3. 제17항공여단; 1995년
4. 제2전투항공여단; 2005년
5. 항공관제근무사령부; 2007년

### 계보
- 1967년 12월 20일, Headquarters and Headquarters Company, 164th Aviation Group
→제164항공단, 본부 및 본부중대
- 1995년 10월 16일, Headquarters and Headquarters Detachment, 164th Air Traffic Services Group (164th ATSG)
→제164항공관제근무단, 본부 및 본부분견대
- 2007년 5월 2일, Headquarters and Headquarters Company, 164th Theater Airfield Operations Group (164th TAOG)
→제164전구비행장작전단, 본부 및 본부중대

### 전역
| 스트리머 그림 | 스트리머 이름 | 내역 |
| ------------- | ------------- | --- |
|               | 베트남 전쟁   | - 반격, 제3(III) 단계 - 구정공세 반격 - 반격, 제4(IV) 단계 - 반격, 제5(V) 단계 - 반격, 제6(VI) 단계 - 1969년 구정공세 반격 - 1969년 여름-가을 - 1970년 겨울-봄 - 성소 반격 - 제1(I)차 통합 - 제2(II)차 통합 }} |

### 표창
| 스트리머 그림 | 스트리머 이름       | 내역                     | 명령서 |
| ------------- | ------------------- | ------------------------ | ------ |
|               | 용맹십자장과 종려잎 | 베트남, 1967년 ~ 1968년  |        |
|               | 용맹십자장과 종려잎 | 베트남, 1969년 ~ 1970년  |        |
|               | 용맹십자장과 종려잎 | 베트남, 1970년           |        |
|               | 용맹십자장과 종려잎 | 베트남 , 1970년 ~ 1972년 |        |

## 참고
1. ↑  “164th Aviation Group” (영어). 문장학 연구소. 2017년 1월 26일에 원본 문서에서 보존된 문서. 2017년 1월 27일에 확인함.
2. ↑  Erik Slavin (2007년 6월 15일). “Reflagged 164th ATS joins 8th U.S. Army in revised role” (영어). Stars and Stripes. 2017년 1월 27일에 확인함.
3. ↑  “1st battalion, 58th Aviation Regiment” (영어). Center of Military History. 2013년 4월 1일. 2020년 1월 3일에 확인함.

- “Headquarters and Headquarters Detachment, 164th Aviation Group” (영어). 미국 육군 역사관. 1996년 8월 6일. 2017년 1월 26일에 원본 문서에서 보존된 문서. 2017년 1월 27일에 확인함.